# Sinarella
Sinarella — рід еребід з підродини совок-п'ядунів.

## Опис
На передніх крилах зовнішня і внутрішня перев'язі потовщені на костальному краї у вигляді двох чорних штрихів. У вершині передніх крил є слабке заокруглення.

## Систематика
У складі роду:
- Sinarella stigmatophora Bryk 1948